# 魯貝霍山脈
07°01′S 36°42′E / 7.017°S 36.700°E
魯貝霍山脈是坦桑尼亞的山脈，位於該國中部，屬於東部弧形山脈的一部分，處於首都多多馬東南面120公里，最高點海拔高度2,286米。